# DNA-Klammer

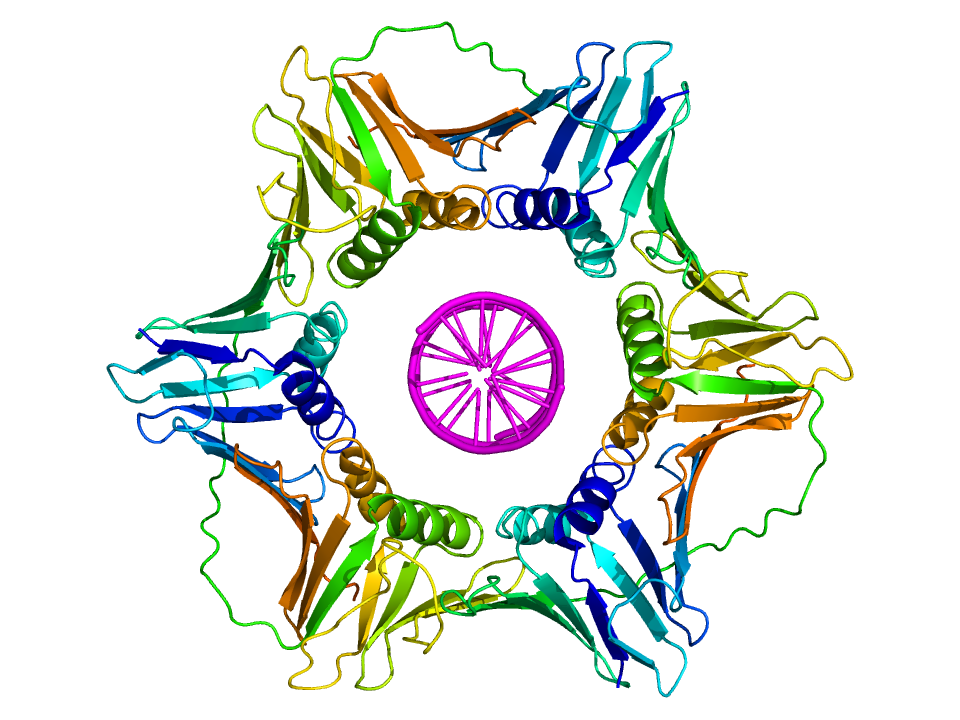
DNA-Klammer des PCNA frontal

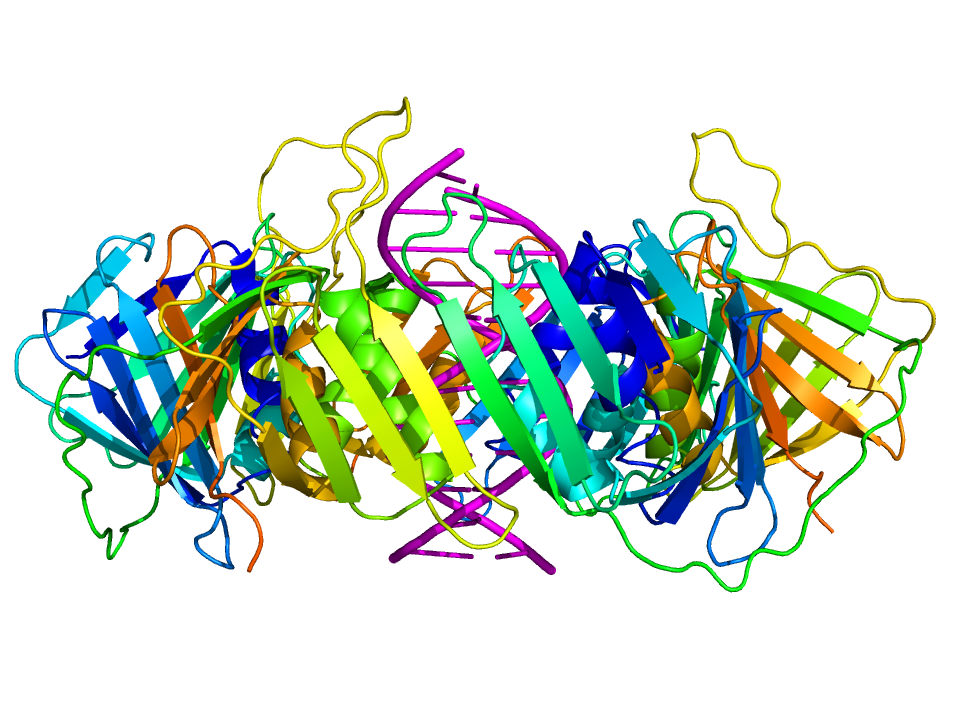
DNA-Klammer des PCNA seitlich

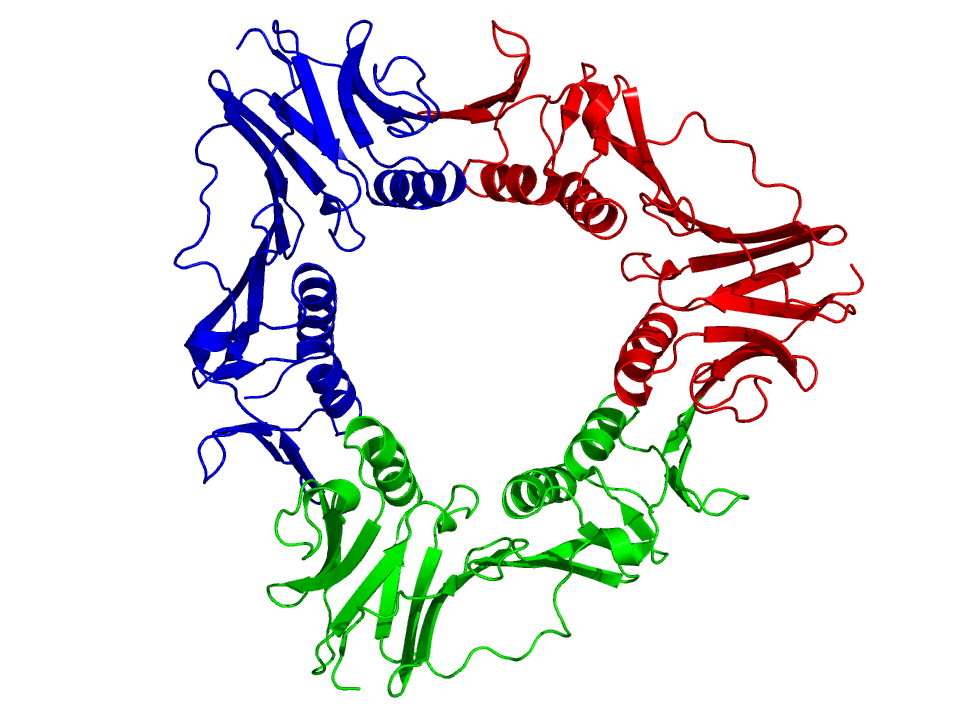
DNA-Klammer der T4-DNA-Polymerase

Eine DNA-Klammer (englisch DNA clamp, sliding clamp) ist eine Proteinstruktur in manchen DNA-bindenden Proteinen, die einer Bindung eines DNA-modifizierenden Enzyms an die DNA während der DNA-Replikation dient. Die DNA-Klammer besteht aus mehreren Proteinen mit ungefähr keilförmigen Aufbau mit Proteindomänen zur sequenzunabhängigen DNA-Bindung und zur Multimerisierung, sodass sich die typische Ringform ergibt. 
Als notwendiger Bestandteil eines Proteinkomplexes mit der DNA-Polymerase III bindet es die Polymerase an die DNA. Die Wechselwirkungen zwischen der Polymerase und der DNA-Klammer sowie die Wechselwirkungen zwischen DNA-Klammer und DNA sind stärker als zwischen der Polymerase und der DNA. 
DNA-Klammern können gentechnisch im Zuge eines Proteindesigns an thermostabile DNA-Polymerasen angehängt werden. Solche Fusionsproteine besitzen eine erhöhte Anzahl synthetisierter Nukleinbasen in einem Lauf (erhöhte Prozessivität) und eine erhöhte Syntheserate und werden daher zur Polymerasekettenreaktion eingesetzt. Die DNA-Klammer kann die Syntheserate um den Faktor 1000 erhöhen.